# Lucas Baldunciel
Lucas David Baldunciel (Buenos Aires, 22 marzo 1992) è un calciatore argentino, centrocampista dell'Almagro.

## Caratteristiche tecniche
È un centrocampista offensivo.

## Carriera
Cresciuto nel settore giovanile del Nueva Chicago, ha esordito in prima squadra il 7 aprile 2013 disputando l'incontro di Primera B Nacional perso 3-0 contro l'Huracán. Con il club neroverde ha disputato 106 incontri fra campionato e coppe prima di passare al Gimnasia (M) nel 2018 ed al Temperley l'anno seguente.